# 蒲江波当津インターチェンジ
蒲江波当津インターチェンジ（かまえはとうづインターチェンジ）は、大分県佐伯市にある東九州自動車道のインターチェンジ (IC)（地域活性化インターチェンジ）である。ICの位置は大分県と宮崎県の県境付近である。2012年（平成24年）5月11日に国土交通省より現在の正式名称が決定された。
蒲江波当津ICを含む佐伯IC - 北川ICは新直轄方式によって建設された無料区間であるため、当該ICには料金所が設置されていない。

## 歴史
- 2009年（平成21年）6月30日：国土交通省より地域活性化ICの追加設置が決定され、波当津ICが追加される[2]。
- 2011年（平成23年）2月3日：高速自動車国道東九州自動車道新設工事（大分県佐伯市大字上岡から宮崎県延岡市北川町長井まで）ならびにこれに伴う二級河川および市道付替工事について国土交通大臣より土地収用法に基づく事業認定が公示される[3]。
- 2012年（平成24年）5月11日：国土交通省より当インターの正式名称が蒲江波当津ICに決定される[1]。
- 2013年（平成25年）2月16日：蒲江IC - 北浦IC間開通に伴い、供用開始[4]。

## 周辺
- 日豊海岸国定公園
- 波当津海岸

## 接続する道路
- 直接接続
  - 大分県道630号蒲江波当津インター線
- 間接接続
  - 宮崎県道・大分県道122号古江丸市尾線

## 料金所
無料区間のため、設置されていない。

## 隣
E10 東九州自動車道
(19) 蒲江IC / かまえインターパーク - (19-1) 蒲江波当津IC - (20) 北浦IC / 北浦臨海パーク